# 이재현 (기업인)
이재현(李在賢, 1960년 3월 19일 ~ )은 대한민국의 기업인으로 CJ그룹의 회장이다.

## 생애
친누나 이미경과 달리 대외활동을 거의 하지 않아 대중에게 잘 알려져 있지 않았고, 재계에서는 흔히 '은둔의 경영자'로 불려 왔다. 고려대 법대를 졸업한 후 씨티은행에서 사회 생활을 시작했는데, 이는 삼성그룹과 무관한 곳에서 경영수업을 쌓으려는 의도였다고 한다.
1993년 삼성그룹에서 제일제당이 계열 분리될 때, 어머니 손복남으로부터 제일제당 주식을 증여받아 최대 주주가 됐다. 이재현은 설탕으로 시작한 기업을 변화시키기 위해 '제일제당'에서 'CJ'로 사명을 변경하면서 ▲식품&식품서비스(CJ제일제당, CJ푸드빌, CJ프레시웨이), ▲바이오(CJ제일제당 바이오부문, CJ헬스케어), ▲신유통(CJ오쇼핑, CJ대한통운, CJ올리브영), ▲엔터테인먼트&미디어(CJ E&M, CJ CGV, CJ헬로비전) 등 4대 사업군으로 사업 영역을 구성했다.
1995년 스티븐 스필버그 등이 설립한 美 드림웍스 투자, 1996년 국내 최초 멀티플렉스 극장 ‘CGV’ 설립, 2000년 39쇼핑 (현 CJ오쇼핑)인수, 2011년 CJ미디어, 온미디어, CJ인터넷, 엠넷미디어, CJ엔터테인먼트를 합병한 CJ E&M의 출범과 물류업계 1위 대한통운 인수 등을 통해 2024년 12월 기준 총자산 47조 4,970억원, 계열사 66개, 시가 총액 17위를 기록했다.

### 삼성측의 감시 사건
1995년 이재현 회장은 서울 한남동 이건희 회장의 옆집에 살고 있었는데, 그해 3월 삼성은 이건희의 집 3층 옥상에 감시카메라(CCTV)를 설치하여 이재현의 집 정문을 항상 감시하도록 하였다는 문제가 된 일이 있다. 그 동기는 이재현 회장 집을 드나드는 사람들을 살피려는 목적으로 추정되었으며, 이는 삼성측의 CJ에 대한 뿌리깊은 견제 의식 때문으로 분석되고 있다. 이는 창업주 이병철에게서 장남인 이맹희가 아닌 삼남의 이건희 회장으로 승계된 그룹 승계부터 뿌리깊게 자리한 가문 내의 반목으로 알려져 있다.

## 횡령 배임 사건
2013년 7월, 1000억원대 조세포탈과 횡령ㆍ배임 혐의로 기소되었고, 2014년 1월 14일, 징역 6년과 벌금 1100억원이 구형됐다. 한 달 뒤인 2014년 2월 14일, 1심 선고공판에서는 징역 4년과 벌금 260억원이 선고됐다. 그러나 도주 우려가 없어 법정구속은 면했으며 현재 항소중이다. 2015년 9월 10일 징역 3년 벌금 252억원의 원심을 깨고 사건을 고등법원으로 돌려보냈다.
- 2015년 9월, 대법원은 사건을 서울고법으로 돌려보냈다. 대법원은 배임 혐의와 관련된 이득액을 구체적으로 산정할 수 없어 '특정경제범죄가중처벌법 등에 관한 법률'이 아닌 '형법상 배임죄'를 적용해야 한다고 판단했다.[9]
- 2015년 12월 15일, 서울고등법원 형사12부(부장판사 이원형), 파기환송심 선고 공판에서 징역 2년 6월에 벌금 252억원을 선고[9]
- 2016년 7월19일, 재상고를 포기하고 정부에 사면을 요청[10]
- 2016년 8월 15일, 광복절 특별사면 및 복권

## 학력
- 1979년 : 경복고등학교 졸업
- 1983년 : 고려대학교 법과대학 법학 학사

## 경력
- 1985년 : 제일제당 경리부 평사원
- 1988년 : 제일제당 경리부 과장
- 1989년 : 제일제당 기획관리부 부장
- 1993년 : 삼성전자 전략기획실 이사
- 1993년 ~ 1997년 : 제일제당 상무이사
- 1997년 ~ 1997년 12월 : 제일제당 부사장
- 1998년 1월 ~ 2002년 2월 : 제일제당 대표이사 부회장
- 1999년 : 제일투자신탁증권(현 하이투자증권) 비상임이사
- 2002년 3월 ~ : CJ그룹 대표이사 회장
- 2005년 : CJ나눔재단 이사장
- 2006년 : CJ문화재단 이사장
- 2011년 3월 ~ 2016년 3월 : CJ제일제당 대표이사
- 현재 : CJ 회장

## 수상
- 1996년: 세계경제포럼(WEF) 올해의 차세대 지도자[11]
- 2012년: 매경이코노미 선정 올해의 CEO
- 2015년: 베트남 국가주석 우호훈장[12]

## 가족 관계
- 할아버지 : 이병철 (1910 ~ 1987) 삼성그룹, 신세계 (백화점), 신세계조선호텔, 호텔신라, CJ그룹 창업주
- 할머니 : 박두을 (1907 ~ 1999)
  - 고모 : 이인희 (1929 ~ 2019) 한솔그룹 고문
  - 고숙 : 조운해 (1925 ~ 2019)
  - 아버지 : 이맹희 (1931 ~ 2015) CJ그룹 명예회장
  - 어머니 : 손복남 (1934 ~ 2022) : CJ그룹 고문
    - 누나 : 이미경 (1958 ~ ) CJ그룹 부회장
    - 前 매형 : 김석기 (1957 ~ )
    - 배우자 : 김희재 (1961 ~ )
      - 딸 : 이경후 (1985 ~ ) : CJ ENM 브랜드전략담당 브랜드전략실장 부사장(음악콘텐츠사업본부 최고창작책임자), 前 CJ제일제당 경영기획담당, 前 CJ올리브영 경영기획담당, 前 CJ 미국지역본부 통합마케팅팀장
        - 사위 : 정종환 (1980 ~ ) : CJ ENM 콘텐츠·글로벌사업 총괄(부사장), 前 CJ 글로벌 인터그레이션(Global Integration) 팀장 겸 미주본사 대표, 前 CJ 미국지역본부 공동본부장

      - 아들 : 이선호 (1990 ~  2022) : CJ제일제당 식품성장추진실장
        - 자부 : 이다희 (1991 ~ ) : skyTV 아나운서

    - 동생 : 이재환 (1962 ~ ) : 타임와이즈인베스트먼트 대표
      - 조카 : 이소혜 (1994 ~ )
      - 조카 : 이호준 (2001 ~ )

  - 숙부 : 이창희 (1933 ~ 1991)
  - 숙부 : 이건희 (1942 ~ 2020) 삼성그룹 회장, 삼성전자 회장
  - 숙모 : 홍라희 (1945 ~ ) 삼성미술관 리움 관장
  - 고모 : 이명희 (1943 ~ ) 신세계 회장
  - 고숙 : 정재은 (1937 ~ ) 신세계조선호텔 명예회장, 신세계 명예회장
  - 외숙부 : 손경식 (1939 ~ ) CJ그룹 회장